# Stredair Appuah
Stredair Appuah (* 27. Juni 2004 in Paris) ist ein französisch-ghanaischer Fußballspieler. Der Linksaußen spielt seit 2024 für die A-Mannschaft vom FC Palermo.

## Karriere

### Verein
Appuah begann seine Karriere in der Jugendabteilung von Paris Saint-Germain. 2021 wechselte er in den Juniorenbereich des FC Nantes. Im September 2022 kam der Spieler erstmals auf internationalem Parkett zum Einsatz, als er in der UEFA Youth League gegen den FC Pjunik Jerewan debütierte. Drei Monate später wurde er erstmalig in der zweiten Mannschaft eingesetzt. In den folgenden Wochen kam er dort immer häufiger zum Einsatz. Im März 2023 wurde er schließlich für die A-Mannschaft nominiert und debütierte im selben Spiel, als er in der 81. Minute für Samuel Moutoussamy eingewechselt wurde.